# Język mewari
Język mewari (मेवाड़ी) – język używany we wschodniej części indyjskiego stanu Radżastan (zwłaszcza miasta Udaipur i Chittaurgarh). Stanowi jeden z głównych języków składających się na tzw. makrojęzyk radżastani (według nomenklatury serwisu Ethnologue).
Według danych z 2011 r. posługuje się nim ponad 4 mln ludzi.

## System fonologiczny
Język mewari posiada 31 spółgłosek, 10 samogłosek i 2 dyftongi. Typowe dla tego języka jest zastąpienie zębowych spółgłosek szczelinowych przez zwarcie krtaniowe na początku i w środku wyrazu.

## Morfologia
Marwari posiada dwie liczby, pojedynczą i mnogą, dwa rodzaje – męski i żeński oraz trzy przypadki – prosty, zależny i wołacz. System przypadków został w dużym stopniu zastąpiony przez postpozycje.
Czasownik – odmienia się przez 3 czasy: teraźniejszy, przeszły i przyszły, oraz 4 tryby. Występują 3 rodzaje imiesłowów: teraźniejszy, przeszły i dokonany.

## Składnia
Podobnie jak inne języki indoaryjskie, mewari jest językiem typu SOV (czasownik występuje na końcu zdania)

## Słownictwo
Mewari wykazuje od 50 do 70% podobieństwa leksykalnego w stosunku do innych języków zaliczanych do makrojęzyka radżastani.

## Dialekty
Główne dialekty: gorawati, sarwari, khairari. Podobieństwo między dialektami 70-80% (za Ethnologue).

## Przykłady zdań (potoczne mewari)
- Ae, tu kayi karirio he „Co robisz?”
- Tamein hu kaririya ho „Co Pan/Pani robi?”
- Baayaji kathe gaya he „Gdzie poszedł ojciec?”
- Katra waji riya he „Która godzina?”
- Ka shah „Jak leci?”
- Hu thai rayo he „Co się dzieje?”
- Kai ni „Nic”
- Hu thiyo „Co się stało?”
- Tamein jamya „Czy Pan/Pani już jadł/a?”
- Kai khaado „Czy już jadłeś?”
- Gaadi aaje dus waje aawega „Autobus/pociąg/samochód przyjedzie dzisiaj o dziesiątej”
- Tamein hu kai riya, samajh ni padti „Nie rozumiem nic z tego, co Pan/Pani mówi”
- Kaale apne waage jawanga „Jutro pojedziemy do Waage”
- Kiyan jai riya? „Gdzie Pan/pani idzie/jedzie?”
- Mane tu ghani acchi laage „Bardzo mi się podobasz' (powiedziane do kobiety)

### System pisma
Aktualnie do zapisu mewari używa się alfabetu dewanagari. W przeszłości posługiwano się również dwoma innymi rodzajami pisma.

### Status prawny
W chwili obecnej władze stanowe uznają za język jedynie język radżastani jako całość.